# 瑞士經濟
瑞士經濟是世界最為穩定的經濟體之一。 其政策的長期性、安全的金融體系和銀行的保密體制使瑞士成為避稅投資者的安全避風港。瑞士是世界上最為富裕的國家之一，人均收入處在世界最高行列，同時有著很低的失業率和財政赤字。由於擁有發達的金融產業，服務業在瑞士經濟中也占有日益重要的地位。
瑞士是一些重要國際政經組織，如聯合國、世界贸易组织、IMF、世界銀行、OECD的會員，WEF「全球競爭力報告」，瑞士長期高居總排行世界第一。當附近歐洲國家失業率飆到20％以上，連德國失業率也達8％到10％間，瑞士失業率約3％，堪稱歐洲最低。主要建立於精緻工業品出口和觀光業之上，但令人爭議的秘密銀行制度也讓許多富人定期前往瑞士辦理財產事務順便進行高檔旅遊，人才政策採取全面開放，境內有多達124.9萬名外籍工作人口，占整體就業人口超過1∕4，多數是高技術人士，並重視師徒制的技職教育體系，全國已發展出職訓課程（VET）及產學專班（PET），通常是每週在校二天、工廠三天的師徒制訓練。

## 貨幣
瑞士雖然人口遠不及世界上如美國、中國、英國、日本及歐盟等主要經濟體系，但由於瑞士的經濟及政治局勢長期穩定，而且擁有豐厚的儲備，令瑞士法郎成為世界上其中一種儲備貨幣。雖然鄰近瑞士的國家都已經加入歐元區，但瑞士並沒有跟隨加入，仍維持發行本國的貨幣。歐元區在2008年經歷金融海嘯，令歐元大幅貶值，國際投資者都紛紛大量購入幣值穩定的瑞士法郎，令瑞士法郎匯率大幅上升，瑞士政府為免高幣值打擊經濟競爭力，瑞士中央銀行決定實施負利率制度。

## 農業及畜牧業
瑞士位於阿爾卑斯山區，注重環境保護，所以瑞士的農產品以品質優良著稱。由於瑞士國境大部分都是山區，所以農業規模較小，畜牧業則相對發達，為乳製品的生產提供原料，而瑞士的奶類及乳酪都是瑞士農牧業的主要出口品。

## 工業
瑞士的工業佔經濟一定規模，規模雖然不及德國、法國及意大利等鄰國，但技術含量高，在精密工業具有領導性地位。瑞士的工業以輕工業為主，但也有涉足汽車製造機器製造等重工業。瑞士的具有高水平的輕工業
，令瑞士在高工資下仍保持競爭力，鐘錶製造更在世界享負盛名，在精密設備同樣具有優勢。瑞士在藥品的研發及製造同樣位處世界前列。

## 金融
瑞士的金融業不論在國內及國際上都具有重要地位。瑞士的政治制度擁有民主的選舉，在政黨輪替時又能維持穩定的政治環境，加上瑞士多年來沒有涉及對外軍事紛爭，同時在國際上維持中立地位，瑞士在長期局勢穩定下，除可令國內的金融業得以發展外，同時吸引來自不同地區的資金到瑞士投資及選用瑞士金融機構提供的金融服務。瑞士的金融機構中以瑞銀集團規模最大，在世界各地皆有投資及金融往來。瑞士同時吸引世界各地的金融機構在境內開設業務。瑞士證券交易所位於蘇黎世，是歐洲其中一個主要股票交易市場。

## 外部連結
- OECD's Switzerland country Web site （页面存档备份，存于） and OECD Economic Survey of Switzerland （页面存档备份，存于）
- SWISS MARKET IND （页面存档备份，存于）
- Swiss Federal Statistical Office
- Gross Domestic Product Growth - Switzerland
- Swiss Economic Forecasts （页面存档备份，存于）
- swissinfo.ch business news and articles

1. ↑  trade data exclude trade with Switzerland
2. ↑  general government gross debt; gross debt consists of all liabilities that require payment or payments of interest and/or principal by the debtor to the creditor at a date or dates in the future; includes debt liabilities in the form of Special Drawing Rights (SDRs), currency and deposits, debt securities, loans, insurance, pensions and standardized guarantee schemes, and other accounts payable; all liabilities in the GFSM (Government Financial Systems Manual) 2001 system are debt, except for equity and investment fund shares and financial derivatives and employee stock options
3. ↑  Includes federal, cantonal and municipal accounts